# Royal (Uppsala)
Pour les articles homonymes, voir Royal.
 (mars 2023).
Si vous disposez d'ouvrages ou d'articles de référence ou si vous connaissez des sites web de qualité traitant du thème abordé ici, merci de compléter l'article en donnant les références utiles à sa vérifiabilité et en les liant à la section « Notes et références ».
Le Royal est une salle de cinéma du centre-ville d'Uppsala, en Suède,  au numéro 44 de la Dragarbrunnsgatan (sv). Elle a été fondée en 1973 par le groupe Sandrews (sv) sous le nom de « Sandrew 1 2 3 ». Elle a été renommée Royal après sa reconstruction en 1998.
Il existe une salle de cinéma du même nom à Stockholm : le Royal (Stockholm) (sv).